# Супер прокачаний
Супер прокачаний також Схвильовані: Битва за Uber та На низькому старті: Битва за Uber (англ. Super Pumped) — американський драматичний телесеріал- антологія, створений Браяном Коппельманом і Девідом Левієном, названий на честь однойменної документальної книги 2019 року Майка Айзека. Перший сезон з підзаголовком "Битва за Uber" заснований на книзі Айзека та зосереджений на злеті та падінні колишнього генерального директора Uber Тревіса Каланіка, якого грає Джозеф Гордон-Левітт. Також у головних ролях Кайл Чендлер, Ума Турман і Елізабет Шу. Прем'єра відбулася на телеканалі Showtime 27 лютого 2022 року. Напередодні прем'єри серіалу його було продовжено на другий сезон, який базуватиметься на окремій майбутній книзі Майка Айзека про Facebook.

## Сюжет
У першому сезоні драматизується заснування компанії Uber, яка займається організацією поїздок, з точки зору генерального директора компанії Тревіса Каланіка, якого зрештою було усунено в результаті перевороту в залі засідань.
У наступних сезонах автори планують досліджувати інші історії компаній, які вплинули на культуру.

## Актори та персонажі

### Головні
- Джозеф Гордон-Левітт — Тревіс Каланик
- Кайл Чендлер — Білл Герлі
- Керрі Біше в ролі Остін Гайдт
- Бабак Тафті — Еміль Майкл
- Джон Басс — Гаррет Кемп
- Елізабет Шу в ролі Бонні Каланик
- Бріджит Гао Холлітт — Габі Хольцварт
- Ума Турман в ролі Аріанни Хаффінгтон

### Другорядні
- Енні Чанг в ролі Енджі Ю
- Ноа Вайсберг в ролі Квентіна
- Даррен Петті в ролі Хендрікса
- Джоел Келлі Дотен у ролі Райана Грейвза
- Іен Алда в ролі Пітера Фентона
- Сонні Валіченті — Метт Колер
- Мішка Тебо — Корі Каланік
- Вірджинія Кулл — Джилл Хейзелбейкер
- Деймон Гаптон — Девід Драммонд
- Аманда Брукс у ролі Рейчел Ветстоун
- Ерінн Рут — Олівія Лунгосіу
- Муса Хусейн Крайш — Фавзі Камел
- Рама Валлурі — Тахір Хан
- Хенк Азарія в ролі Тіма Кука
- Єва Віктор — Сьюзен Фаулер
- Річард Шифф — Рендалл Пірсон
- Роб Морроу в ролі Едді Кью

## Виробництво

### Розробка
Проект вперше з'явився 18 вересня 2019 року, коли науково-популярний роман «Супер прокачаний» технологічного журналіста New York Times Майка Айзека потрапив до списку найбільш затребуваних об'єктів інтелектуальної власності The Hollywood Reporter. Наступного місяця було оголошено, що Showtime віддала телевізійні права на книгу з наміром екранізувати роман у обмеженій серії. Співавтори Мільярдів Браян Коппельман і Девід Левієн були доручені для створення, написання та виконавчого продюсування серіалу згідно з їх загальною угодою з Showtime Networks. У березня 2021 року розпочалася робота зі створення серіалу, з прем'єрою у 2022 році. Пізніше, у травні 2021 року, було оголошено, що Showtime офіційно надав проекту замовлення на серіал, причому серіал слідує формату антології, що відкриває можливість майбутніх сезонів замість міні-серіалів, які передбачалися раніше. Прем'єра серіалу з підзаголовком "Битва за Uber " у першому сезоні відбулася 27 лютого 2022 року на Showtime та Paramount+ Internationally. Аллен Култер був режисером і виконавчим продюсером першого епізоду. 15 лютого 2022 року, напередодні прем'єри серіалу, Showtime продовжив серіал на другий сезон, який буде зосереджений на Facebook.

### Кастинг
У травні 2021 року Джозеф Гордон-Левітт і Кайл Чендлер отримали головні ролі. Наступного місяця Бріджит Гао Холлітт і Елізабет Шу приєдналися до акторського складу на головні ролі, а Вірджинія Кулл, Аманда Брукс, Енні Чанг, Ерінн Рут і Мішка Тебо були обрані на повторювані ролі. У жовтні було оголошено, що Ума Турман зіграє роль Аріанни Хаффінгтон. 16 лютого 2022 року повідомлено, що Квентін Тарантіно буде оповідачем першого сезону.

### Зйомки
Основні зйомки розпочалися у вересні 2021 року в Лос-Анджелесі, Каліфорнія.

## Рецензії
Агрегатор оглядів Rotten Tomatoes повідомив про рейтинг схвалення 58 % із середнім рейтингом 6,3/10 на основі 24 відгуків критиків. Консенсус критиків веб-сайту звучить так: «У Super Pumped є запас енергії, але розкриття образу Джозефа Гордона-Левітта як неприємного боса-технаря змусить багатьох глядачів відчути себе не в своїй тарілці». Metacritic, який використовує середньозважену оцінку, присвоїв оцінку 63 зі 100 на основі 19 критиків, вказуючи на «загалом схвальні відгуки». 